# Mer helighet giv mig
Mer helighet giv mig är en psalm av Philip Paul Bliss 1873, översatt av Lilly Lundequist 1884, bearbetad av henne själv 1887. Texten är en bön om helgelse, och ett nyckelord är "mer" (mer helighet, kärlek, tro, tacksamhet, iver, smärta, styrka, fröjd, frid, tålamod, hopp, uthållighet, kort sagt, mer likhet med Jesus).
I Musik till Frälsningsarméns sångbok 1945 finns en annan melodi av Horatio Richmond Palmer och precis som i Frälsningsarméns sångbok 1968 finns sången i en annan textversion, publicerad första gången av Frälsningsarmén 1883. I 1968 års utgåva av FA:s sångbok är texten en bearbetning från 1940 av Gösta Blomberg men sjungs till samma melodi som i 1986 års psalmbok.
Melodin (Ess-dur, 4/4) är en norsk-svensk folkmelodi (samma som till Gå varsamt, min kristen), men författaren själv har också komponerat en melodi till sin text (Ass-dur,6/8).

## Publicerad i
- Sånger till Lammets lof 1877 som nr 90 med titeln "Min bön!" i en översättning av Erik Nyström. Hänvisning till Psaltaren 5:3.
- Musik till Frälsningsarméns sångbok 1907 som nr 185
- Svenska Missionsförbundets sångbok 1920 som nr 276 under rubriken "Det kristliga livet - Jesu efterföljelse".
- Frälsningsarméns sångbok 1929 som nr 170 under rubriken "Helgelse - Bön om helgelse och Andens kraft"
- Sionstoner 1935 som nr 441 under rubriken "Nådens ordning: Trosliv och helgelse".
- 1937 års psalmbok som nr 356 under rubriken "Trons vaksamhet och kamp"
- Frälsningsarméns sångbok 1968 som nr 196 under rubriken "Att leva av tro". (i textbearbetning av Gösta Blomberg)
- Den svenska psalmboken 1986, Cecilia 1986, Psalmer och Sånger 1987, Segertoner 1988 och Frälsningsarméns sångbok 1990 som nr 281 under rubriken "Efterföljd - helgelse".